# جزئیات و کلیات (چهل ناموس)
جزئیات و کلیات (چهل ناموس) مقالاتی آمیخته به نثر و نظم اثر ضیاءالدین نخشبی است. دربارهٔ تن آدمی به عنوان اشرف مخلوقات و توصیف چهل عضو بدن انسان که نخشبی هر عضو را «ناموس» خوانده‌است و به همین سبب این کتاب را چهل‌ناموس، ناموس اکبر و گاهی جزئیات و کلیّات و گاهی کلیّات و جزئیات خوانده‌اند این کتاب به نام قطب الدین مبارکشاه نوشته شده‌است. به سبب آنکه نخشبی در طبابت هم تحصیلاتی داشته و از راه طبابت امرار معاش می‌کرده‌است. در چهل ناموس او اشاراتی به نکات طبّی درج شده‌است و از این حیث این کتاب اهمیت ویژه پیدا می‌کند. برجستگی‌های فاخر نثر فارسی از قبیل سجع‌ها، قرینه سازی‌ها، نثرهای شعری، داستان پردازی، غزل‌هایی با ردیف‌های چهل‌گانه اعضای بدن و موجودات دیگر نظیر «اشک و باران»، «لب و لع»، «نی و نوا»، «لب و دندان» و … به همراه موسیقی و پرده‌های مختلف و سرچشمه‌های پیدایش آن، سنگ‌های قیمتی مثل لعل و مروارید و انواع آنها و بیماریها و تشخیص آنها، داروهای گیاهی و خواص آنها از موضوعات متنوّعی است که در این کتاب به چشم می‌خورد.

## پادشاه زمان
نخشبی این کتاب را به نام پادشاه زمان خویش سلطان قطب الدین موشّح ساخته و مثنویی مشتمل بر ۶۲ بیت در مدح وی سروده که پس از تحمیدیه و مدح حضرت ختمی مرتبت آن را آورده‌است. سلطان مذکور ظاهراً همان مبارک شاه اول مقلب به قطب الدین است که از سال ۷۱۶ قمری تا سال ۷۲۰ قمری بر مسند قدرت نشست.

## وجه تسمیه
نخشبی چنین بیان می‌کند که چون هر جزو از بدن از نظر اهمیت به منزلهٔ کل است نام کتاب خود را جزئیات و کلیّات نهاده‌است. 
و هر جزو را که درین مجموعه ذکر کرده‌اند از بس که آن جزو در محل خویش به منزلهٔ کل بود این مجموعه را جزئیات و کلیّات نام نهاده‌اند …

## موضوع کتاب
این کتاب در زبان فارسی در نوع خود بی‌همتاست. مجموعه‌ای است از مقالات آمیخته به نظم و نثر فارسی دربارهٔ جسم آدمی به عنوان بهترین و زیباترین مخلوقات الهی و نشانه‌ای از عظمت او جلّ شأنه. این کتاب به شرح اعضای بدن انسان می‌پردازد اما نه همه اعضا بلکه به تصریح نویسنده، اعضای رئیسه و از ذکر اعضای خسیسه امتناع می‌کند.
و از ذکر اعضای خسیسه عمداً احتزار کرده شد، بنابر آنکه بعضی اجزای خسیسه از آنهاست که از غایت شرم نام آنها نتوان گفت:

| اعضای خسیسه را نکردم ذکری |  | آری سخن شرم نگویند، آن به |

نخشبی به تأسی از قرآن کریم انسان را نمونهٔ اعلا و گوهر والای جهان آفرینش معرفی می‌کند و در جهان رنگ آمیز، وی را صبغه الهی و رنگِ عالم بی‌رنگی می‌داند. اعضای انسان را نیز نشانهٔ قدرت خداوند و به عنوان مظهر جمال و جلال حق به نمایش می‌گذارد چنان‌که گوید:
| ز سر تا پا تو ای فرخنده سرّی |  | به هرزه نیست الانسان سرّی |

| درین رنگین سرای رنگ آمیز |  | جز از تو کس ندیدم «صبغة الله» |

## منظور از چهل ناموس
نخشبی از آنجا که انسان را بهترین مخلوق خداوند می‌داند، بدین جهت چهل عضو رئیسه و شریف انسان را به عنوان «ناموس» انسان برگزیده و از جهات گوناگون معرفی و شرح می‌نماید؛ که عبارتند از
۱_موی ۲_سر ۳_دماغ ۴_پیشانی ۵_ابرو ۶_پلک ۷_مژه ۸_چشم ۹_اشک ۱۰_بینی ۱۱_رخساره ۱۲_گوش ۱۳_زلف ۱۴_خط ۱۵_لب ۱۶_دهان ۱۷_دندان ۱۸_زبان ۱۹_زنخ (چانه) ۲۰_روی ۲۱_خال ۲۲_گلو ۲۳_گردن ۲۴_پشت ۲۵_استخوان ۲۶_بازو ۲۷_رگ ۲۸_خون ۲۹_دست ۳۰_انگشت ۳۱_ناخن ۳۲_سینه ۳۳_دل ۳۴_جان ۳۵_پهلو ۳۶_شکم ۳۷_کمر ۳۸_زانو ۳۹_ساق ۴۰_پای

## ابداعی بودن کتاب
نخشبی نخستین کسی بوده که منظومه‌ای در وصف سر تا پای آدمی سروده باشد و این ابتکار و نوآوری خود را مقلد کسی نمی‌داند و از شیوه و سخن دیگری متأثر نیست و دربارهٔ نوشته خود از «نمطی ابداعی و ناموسی اختراعی» یاد می‌کند

| خامه ام دهر پر ز گوهر کرد |  | کار ابداع تا کجا سر کرد |

| به نثر خویش صاحب نثر لایق |  | روا باشد که آرد نظم هر کس |
| ولیکن من نیاوردم درین نثر |  | ز سعی کلک خود نظم دگر کس  |

## تأثر از آیات و احادیث
نخشبی مثل سایر عرفای اسلامی که الفاظ و نوشته‌های خود را با چاشنی‌های کلام ربانی و احادیث نبوی می‌آرایند، به مناسبت، برای استوار نمودن کلام خویش به شیوه‌ای نو، بارها از آیات مبارک قرآن و احادیث نبودی استشهاد می‌کند. به عنوان مثال در آغاز کتاب برای بیان انگیزه‌ای که وی را وادار به نوشتن کتاب چهل ناموس کرده‌است، با الهام از حدیث معروف «مَنْ عَرَفَ نَفسَهُ فَقَد عَرَفَ رَبَّهُ» تفسیر گونه‌ای نیز برای آن می‌آورد و حکمت خداوندی و دستکاری قدرت وی را در آفرینش انسان فرایاد می‌آورد:

| آنکه او در حق خود جاهل بود |  | در حق بیگانه عالم کی شود؟ |

 «ای بینای وقت! اگر در وقت خود نیکو بنگری هیچ چیز بهتر از خودشناسی نیابی، کسی که خود را نشناخت هیچ چیز را نشناخت، کسی که خود را نداند که او چیست دیگری را از کجا داند که او کیست؟»
همچنین در توصیف اصحاب کهف می‌گوید:
آن چند یار غار که ایشان را اصحاب کهف خوانی چون در خلوتخانهٔ غار در خواب شدند و اند سال همچنان خفته بماندند. فاطر نیش و نوش و خالق چشم و گوش - تعالی و تقدّس - که «لَا تَأْخُذُهُ سِنَةٌ وَلَا نَوْمٌ» صفت جلال او است خواب ایشان را در گوش‌های ایشان نهاد …
نخشبی گاهی ضمن استفاده از آیات قرآنی، هنرمندانه خیالبندی‌های شاعرانه را در توصیف ناموسی که بی‌ارتباط با محبوب نیست می‌آورد مثلاً در ناموس خط، سیاهی مو و سفیدی روی را به تصویر کشیده و با استشهاد به آیات قرآنی به گونه‌ای زیبا هنرمندی خود را نشان می‌دهد:
تا روی چون چاشت تو دیده‌ام «وَالضُّحَی» از زبان من نمی‌رود، تا موی چون شب تو گزیده، «وَاللَّیْلِ» از دل من فراموش نمی‌شود. هرگاه که تو عذار ئر خط می‌داری من «تُولِجُ اللَّیْلَ فِی النَّهارِ» می‌خوانم و هروقت که تو خط عذار بر می‌آری من «و تُولِجُ النَّهارَ فِی اللَّیْلِ» بر زبان می‌رانم»
نمونه‌های دیگری از قبیل آیه الست بربکم، کرامت انسان و … در این کتاب وجود دارد که نخشبی را تحت تأثیر قرار داده‌است.

## دانش پزشکی در کتاب
نخشبی در خلال شرح چهل‌ناموس به مناسبت، اطلاعات پزشکی خود را ذکر می‌کند. وی دانش پزشکی آن روزگار را که بیشتر از طب هندی و اسلامی سرچشمه می‌گرفته‌است به خوبی فراگرفته و پیشهٔ طبابت را برای خود انتخاب نموده بود، لذا در هر ناموس، علائم بیماری و صحّت اعضا را برشمرده و تا حدودی داروهایی را که تا آن روز شناخته شده بوده‌است و در علم پزشکی آن روزگار کاربرد داشته معرفی می‌کند. از این رو واژه‌ها و اصطلاحات پزشکی فراوان در این کتاب به چشم می‌خورد؛ نمک سنگ، آمله، بلیله، گشنیز، مغز شب‌پره، پلپل، چنبه، دهتوره، زرنیخ، سندهی، چاکسو، بوچه، سقمونیا، جوکهار، مازون، زقومیا، نان‌خواه (بادیان)، چغرات، مسکه، برسام، دهوانسه، اشخار و … از این قبیل اند.

برای نمونه روشهای جلوگیری از ریزش مو یا ازالهٔ آن را در ناموس اول که در مناقب موی است بر اساس تجربه و دانش خود بیان می‌کند:
«در مغز شب پرک دو گونه مغز است یکی سبز و دویم سپید. هرجا که آن مغز سبز بمالند موی آنجا برنیاید و هرجا که مغز سپید مالند موی دراز شوند و در مغز هیچ حیوانی این خاصیت نیست که در مغز شب‌پرک است. آری شب پرک مرغ عیسی است (ع) و چون احوال عیسی پیغمبر همه عجب بود احوال مرغ او هم همه عجیب است»
یا مثلاً در ناموس پانزدهم این کتاب که در مناقب لب سخن به میان آورده، ابتدا بیتی زیبا دربارهٔ لب معشوق ذکر می‌کند و سپس نکته‌ای پزشکی دربارهٔ پاره شدن لب می‌گوید و بعد از آن می‌گوید: لبِ دلم بطرقیده‌است!

| لبت را زندگانی باد پیوست |  | که من زنده به استظهار اویم |

اطبا گویند اگر لب بطرقد و خون برون آید و از دهن آب بسیار رود، اول بر لب کلک باید زد و بعده بالای او جوکهار و پلپل دراز سوده باید مالید بغایت سود کند. و اگر بر لب دمیدگی ظاهر شود هلد را با آب ترپهله بمالند دمیدگی برود. مرا از بخار درونه لب دل بطرقیده است نمی‌دانم به کدام معجون، آن طرقیدگی خواهد رفت.